# The Cookbook
 The Cookbook je šesté studiové album americké raperky a skladatelky Missy Elliott vydané společnosti Goldmind/Atlantic 5. července 2005.Album obsahuje úspěšný singl Lose Control se Ciarou a Fatman Scoopem.Druhý singl Teary Eyed nebyl moc úspěšný, ať už rotací v TRL nebo umístěním v hitparádaách (U.S. R&B chart - 47. místo).Ke třetímu singlu We Run This bylo natočeno video už v polovině prosince 2005 a jako singl vyšel až v roce 2006.
Album debutovalo na 2. místě Billboard Hot 200 Albums Chart a dostalo zlaté ocenění (RIAA) za 645,000 prodaných kopií v USA.Album získalo pozitivní recenze a bylo nominováno na ceny Grammy 2006 za nejlepší rapové album, ale bylo poraženo albem Late Registration rapera Kanye Westa.Pro album The Cookbook je důležité, že zde Timbaland produkoval dvě písně a ne celé album jako předešlé.

## Seznam písní
1. "Joy"
  - Performed by Missy Elliott (featuring Mike Jones)
2. "Partytime"
  - Performed by Missy Elliott
3. "Irresistible Delicious"
  - Performed by Missy Elliott (featuring Slick Rick)
4. "Lose Control"
  - Performed by Missy Elliott (featuring Ciara & Fatman Scoop)
5. "My Struggles"
  - Performed by Missy Elliott (featuring Mary J. Blige & Grand Puba)
6. "Meltdown"
  - Performed by Missy Elliott
7. "On & On"
  - Performed by Missy Elliott
8. "We Run This"
  - Performed by Missy Elliott
9. "Remember When"
  - Performed by Missy Elliott
10. "4 My Man"
  - Performed by Missy Elliott (featuring Fantasia)
11. "Can't Stop"
  - Performed by Missy Elliott
12. "Teary Eyed"
  - Performed by Missy Elliott
13. "Mommy"
  - Performed by Missy Elliott
14. "Click Clack"
  - Performed by Missy Elliott
15. "Time & Time Again"
  - Performed by Missy Elliott
16. "Bad Man"
  - Performed by Missy Elliott (featuring Vybz Kartel & M.I.A.)

## Samply
- Lose Control
  - "Clear" - Cybotron
  - "Music Makes You Lose Control" - Les Rythmes Digitales

- Partytime
  - "Whammer Jammer" - The J. Geils Band

- Irresistible Delicious (featuring Slick Rick)
  - "Lick the Balls" - Slick Rick
  - "Simple" - India.Aire

- My Struggles (featuring Grand Puba & Mary J. Blige)
  - "What's the 411?" - Mary J. Blige

- We Run This
  - "Apache" - The Sugarhill Gang

## Charts
USA prodej - 645.000 kopií, zlaté ocenění
Světový prodej - 4 miliony kopií
| Chart (2002)                          | Nejvyšší pozice |
| ------------------------------------- | --------------- |
| Austrálie – Alba                      | 19              |
| Francie – Alba                        | 54              |
| Německo – Alba                        | 19              |
| Nový Zéland – Alba                    | 20              |
| Norsko – Alba                         | 23              |
| Švédsko – Alba                        | 41              |
| Švýcarsko – Alba                      | 8               |
| Anglie – Alba                         | 33              |
| U.S. Billboard Hot 200 Albums         | 2               |
| U.S. Billboard Top R&B/Hip-Hop Albums | 2               |
| U.S. Billboard Top Rap Albums         | 1               |